# Битва шефов
«Битва шефов» — российское кулинарно-развлекательное реалити-шоу на телеканале «Пятница!».
Ведущие — Константин Ивлев и Ренат Агзамов — собирают команды поваров, чтобы найти главный кулинарный талант страны.

## История
Идея передачи «Битва шефов» принадлежит генеральному директору телеканала «Пятница!» Николаю Картозия. В подкасте «Антиглянец» он признался, что на волне популярности кулинарных шоу он решил снять комедийный сериал, в котором два популярных шефа в споре за то, кто из них лучше и опытнее, соберут свои команды поваров и вступят в битву за титул победителя. Но на телеканале «Пятница!» возникли проблемы с эфирными программами из-за того, что передачу «Орёл и решка» экстренно сняли с эфира. Тогда продюсер и принял решение реализовать идею не в форме сериала, а в виде очередного реалити-шоу:
«Нам нужно было срочно заткнуть дырку в эфире. Я в кулинарке ничего не понимаю, но понимаю в ситкомах. Пусть это будет как ситком, там всё будет построено на их отношениях, ты будешь смотреть исключительно эту веселую перепалку».
Ведущими шоу стали известные своим участием в других проектах канала повар Константин Ивлев («На ножах») и Ренат Агзамов («Кондитер»).

## Концепция
Два шеф-повара — Ренат Агзамов и Константин Ивлев — собирают свои команды поваров из тысяч претендентов, из которых до финала дойдёт только один, который и получит титул — «главный кулинарный талант страны». Чтобы дойти до финала, нужно оказаться не только изобретательнее и опытнее других поваров, но и достойно выйти из интриг и скандалов, а главное — приготовить блюда, которые объявят лучшими не только другие участники, но и шеф-повара.

## Правила
В студию съезжаются участники со всей страны, которых отобрали редакторы. Они презентуют ведущим — шеф-поварам — свои блюда (как правило, это домашние заготовки, но в телестудии их можно «слегка» подправить). Ведущие отбирают к себе в команды 5-6 участников (редко 7). Затем следуют три раунда, в которых худшие отсеиваются, а наиболее талантливый из конкурсантов получает приз — 100 000 рублей.
С третьего сезона формат программы был изменён — она стала интерактивной. Теперь победителей шоу выбирают не ведущие, а телезрители. Путём голосования через интернет, пройдя по специальному QR-коду, можно влиять на исход финала и выбор победителя.

## Сезоны
| Выпуск | Дата выхода     | Команда Рената Агзамова                                                                                              | Команда Константина Ивлева                                                                                            |
| --- | --------------- | --- | --- |
| 1 | 24 ноября 2020  | Юрий Альтерман, Иван Красавин, Евгений Маслов, Антон Блудвин, Анна Малюкина, Марина Бобровская, Татьяна Уланова      | Александр Юдин, Артём Верзаков, Никита Степаненко, Денис Белов, Екатерина Морозова                                    |
| Первое испытание: приготовить салат «Оливье» по оригинальному рецепту XIX века. Главный ингредиент салата — чёрная икра. Второе испытание: команда Агзамова готовила каре ягнёнка, купаты, лагман и чебурек; команда Ивлева готовила профитроли, лимонный чизкейк, корзиночку и тирамису. Агзамов оценивал блюда ивлевцев, Ивлев — блюда агзамовцев. Третье испытание: приготовить шедевральное блюдо из утки. Дегустация проходила вслепую. |                 | | |
| 2 | 01 декабря 2020 | Леонид Кумановский, Александр Маслов, Лилия Иванова, Павел Чеша, Кристина Ирихина, Михаил Соловьёв                   | Роман Гуров, Александр Печёнкин, Руслан Максимов, Александр Фатерин, Юлия Смородинова, Александр Аношкин              |
| Первое испытание: приготовить пельмени с любой начинкой (мясо, дичь, рыба и т. д.). Иммунитет получит тот, кто догадается о секретном ингредиенте — колотый лёд, который делает мясо в начинке после варки нежным и сочным. Второе испытание: агзамовцы готовят перепёлку, ивлевцы — десерт «Анна Павлова». Третье испытание: приготовить за 40 минут кулинарный шедевр из рыбы и морепродуктов.                                             |                 | | |
| 3 | 08 декабря 2020 | Виктория Пуранани, Иван Дронь, Лев Мусинов, Елена Баженова, Светлана Токарева                                        | Иван Калиниченко, Сергей Степанов, Никита Доманов, Егор Ермаков, Анатолий Тарасов, Никита Леонов                      |
| Первое испытание: за 30 минут приготовить салат «Цезарь» на свой манер, но с учётом классического рецепта. Второе испытание: за 1 час агзамовцы готовят бургер, ивлевцы — крем-брюле. Третье испытание: приготовить блюдо из желтопёрого тунца. |                 | | |
| 4 | 15 декабря 2020 | Александр Семикин, Пётр Воробьёв, Наталья Коркина, Оксана Козьмодемьянская, Дмитрий Бойков, Максим и Михаил Аксёновы | Виктор Кузнецов, Гараев Эмиль Вагиф Оглы, Антон Терентьев, Александр Ерин, Артём Турченко, Виктория Сычёва            |
| Первое испытание: за 1 час приготовить старорусские щи. Второе испытание: агзамовцы готовят морскую рыбу в соляном панцире фламбе, ивлевцы — неаполитанскую пиццу. Третье испытание: за 1 час приготовить блюдо из субпродуктов. |                 | | |
| 5 | 22 декабря 2020 | Виталий Остапенко, Виктория Матвеева, Михаил Максимов, Евгений Криштопанс, Артём Матюшин, Евгений Ситник             | Андрей Гуменной, Станислав Озеров, Антон Блудвин, Ольга Глушкова, Валерия Тер-Терьян, Мария Потапова, Матвей Харламов |
| Первое испытание: приготовить пасту карборнара. Второе испытание: агзамовцы готовят хинкали, ивлевцы — борщ. Третье испытание: за 1 час приготовить блюдо из живого угря. |                 | | |
| 6 | 29 декабря 2020 | Татьяна Прозорова, Роман Смирнов, Кирилл Бравов, Роман Сирота, Николай Орлов, Максим Скосарев                        | Владислав Маценко, Никита Посохов, Артём Жданов, Лилия Деревянко, Михаил Закуринов, Мадам Круассан                    |
| Первое испытание: приготовить селёдку под шубой. Второе испытание: агзамовцы готовят молочного поросёнка, ивлевцы — осетра. Третье испытание: приготовить праздничный торт. |                 | | |

| Выпуск | Дата выхода      | Команда Рената Агзамова                                                                                        | Команда Константина Ивлева                                                                                   |
| --- | ---------------- | --- | --- |
| 1 | 20 апреля 2022   | Алик Ханферян, Вадим Куликов, Татьяна Травникова, Татьяна Харичева, Анатолий Архипенко, Анастасия Данилова     | Лавиния Росси, Даниил Данин, Константин Хохлов, Антон Огай, Янис Хрисохоидис, Сергей Привалов                |
| Первое испытание: за 45 минут приготовить паэлью как в Валенсии (подгоревший рис с кроликом, курицей и улитками). Второе испытание: команда Агзамова готовила суп гаспачо (оценивал Ивлев), команда Ивлева — каталонский крем (оценивал Агзамов). Третье испытание: за 45 минут приготовить испанский тапас (ассорти).                         |                  | | |
| 2 | 27 апреля 2022   | Абдуллажан Исмаилов, Екатерина Серебрякова, Егор Корчагин, Александр Кравцов, Иван Негутаров, Андрей Малханов  | Филипп Горохов, Максим Добрынский, Вероника Ларионова, Владимир Стаценко, Евгения Харина, Роман Ратошнюк     |
| Первое испытание: угадать вслепую блюдо под клошем (рёшти — швейцарские драники) и за 1 час повторить его с использованием телятины. Второе испытание: за 1 час ивлевцы готовили иерусалимский кугель, агзамовцы — пастицио. Третье испытание: за 45 минут приготовить любое блюдо с добавлением яблок.                                        |                  | | |
| 3 | 18 мая 2022      | Инна Рогожникова, Владимир Ахмадеев, Елена Морозова, Дарья Оладина, Мария Туманова, Любовь Харитонова          | Антон Зайцев, Павел Сизов, Кирилл Лихачёв, Игорь Молодкин, Станислав Ахметшин, Татьяна Иванцова              |
| Первое испытание: приготовить тельное по классической рецептуре (рыбная котлета в форме полумесяца с начинкой). Второе испытание: агзамовцы готовили кулебяку с лососем, шпинатом и яйцом; ивлевцы готовили бланманже по-русски. Третье испытание: за 1 час приготовить блюдо из крупы (у всех участников разные крупы).                       |                  | | |
| 4 | 25 мая 2022      | Александра Морозова, Анна Кудренко, Григорий Бабушкин, Тимур Азимов, Игорь Коробкин, Сергей Гайдук             | Кира Жоссан, Сергей Коновалов, Родион Макаров, Иван Савёлков, Дарья Дорохова, Максим Иванов                  |
| Первое испытание: за 45 минут приготовить японские роллы в классической подаче. Второе испытание: агзамовцы готовили ботвинью, ивлевцы — суп герцога. Третье испытание: за 40 минут приготовить блюдо из сыра или блюдо с сыром. |                  | | |
| 5 | 01 июня 2022     | Кристина Литвинова, Иван Олейник, Михаил Кирюшкин, Владимир Александров, Александр Иванов, Егор Харченко       | Дарья Данилова, Евгений Ерёмин, Виктория Дурникова, Евгений Сапрыкин, Карен Таирян, Александр Бобровников    |
| Первое испытание: за 40 минут приготовить ризотто по-милански (с шафраном и костным мозгом). Второе испытание: агзамовцы готовили кровяную колбасу, ивлевцы готовили шоколадную колбасу. Третье испытание: приготовить блюдо из авокадо (не менее 50 % в составе).                                                                             |                  | | |
| 6 | 08 июня 2022     | Владислав Панков, Наталья Яковлева, Денис Сандаков, Елена Громова, Андрей Пухов, Регина Лёвина                 | Владимир Авдейчик, Роман Гражданкин, Даниил Будылин, Артём Брюханов, Александра Тарасова, Владимир Ким       |
| Первое испытание: приготовить мясо по-французски (телятину по-орловски) по историческому рецепту. Второе испытание: агзамовцы готовили луковый тарт татен, ивлевцы готовили фруктовый тарт татен. Третье испытание: приготовить за 40 минут блюдо из паслёновых.                                                                               |                  | | |
| 7 | 22 августа 2022  | Ксения Терентьева, Илья Черкашин, Виктор Марчук, Сергей Рабочев, Валерия Сидорова, Андрей Антимонов            | Валерий Паталах, Леонид Скрипников, Александр Неверов, Алёна Эрлик, Алексей Борисов, Тамара Никулина         |
| Первое испытание: приготовить французский луковый суп по классической рецептуре. Второе испытание: агзамовцы готовили мусаку, ивлевцы — ленивый мильфей по-ивлевски. Третье испытание: приготовить за 32 минуты блюдо из творога. |                  | | |
| 8 | 29 августа 2022  | Екатерина Селявина, Елена Григорьева, Александр Горман, Никита Чурюмов, Глеб Левицкий, Иван Калиниченко        | Рафаэль Ахмедов, Ксения Сугаипова, Божена Корецкая, Артём Пеплов, Ян Бычихин, Роман Тамразян                 |
| Первое испытание: приготовить эклер. Второе испытание: агзамовцы готовили яйцо по-шотландски, ивлевцы — тарт тропезьен. Третье испытание: за 45 минут приготовить блюдо из лука. |                  | | |
| 9 | 05 сентября 2022 | Евгений Жуковский, Суна Уруджева, Мария Пронская, Денис Конев, Алексей Феоктистов, Марина Балтушевич           | Андрей Якушев, Елена Березина, Юлия Исайкина, Станислав Юсьма, Ксения Давыдова                               |
| Первое испытание: за 30 минут приготовить пасту в итальянском стиле без сливок. Второе испытание: агзамовцы готовили овощные / мясные рулет, ивлевцы — сладкий рулет. Время готовки — 1 час. Третье испытание: за 40 минут выловить и приготовить блюдо из сома.                                                                               |                  | | |
| 10 | 12 сентября 2022 | Валентин Резниченко, Алиса Полевская, Шамиль Кылыч, Елена Горбанёва, Владимир Сазан, Владимир Полторацкий      | Анна Мельникова, Анастасия Семянива, Никита Королёв, Доменико Морфео, Евгений Четвергов, Максим Мирошник     |
| Первое испытание: приготовить за 1 час ромовую бабу в соответствии с референсом. Второе испытание: агзамовцы готовили венский шницель, ивлевцы — торт Малакофф. Третье испытание: за 30 минут приготовить тартар. |                  | | |
| 11 | 19 сентября 2022 | Денис Пономарёв, Тамара Саприкина, Сергей Смольников, Ирина Мальцева, Андрей Рысев, Кнарик Терчиян             | Дарья Соколова, Сергей Локтюхин, Валерия Володькина, Евгений Колоусов, Вячеслав Морозов, Евгений Митлин      |
| Первое испытание: за 30 минут приготовить блины с начинкой. Второе испытание: агзамовцы готовили шурпу, ивлевцы — чак-чак. Время готовки — 2 часа. Третье испытание: за 33 минуты приготовить грибное блюдо. |                  | | |
| 12 | 26 сентября 2022 | Михаил Гаврилов, Винченцо Драго, Роман Букалов, Андрей Дёмин, Валерий Аничин, Полина Корнева                   | Дикран Калайджян, Карлен Гукасян, Владимир Ярошевич, Анастасия Гвоздева, Ольга Ашуркова                      |
| Первое испытание: за 1 час приготовить окрошку, приближенную к старинному рецепту. Второе испытание: агзамовцы готовили мясной хлеб, ивлевцы — сладкий хлеб. Третье испытание: за 30 минут приготовить блюдо из консервов. |                  | | |
| 13 | 03 октября 2022  | Юрий Лабужский, Егор Астраханцев, Сергей Торий, Даниил Мерзликин, Юрий Маклеров, Юлия Семёнова                 | Евгений Диденко, Дмитрий Сумачёв, Александр Чепелев, Никита Горган, Алёна Игнатюк, Екатерина Танага          |
| Первое испытание: за 1 час приготовить любое хачапури. Второе испытание: агзамовцы готовили голубцы, ивлевцы — ореховые трубочки. Третье испытание: за 1 час приготовить блюдо из кролика. |                  | | |
| 14 | 10 октября 2022  | Елена Стройнова, Юлианна Фердинанд, Леонид Денисов, Галина Меднис, Алексей Шефер                               | Антон Головань, Никита Лебедев, Александр Яковенко, Константин Штиб, Андрей Поляшов                          |
| Первое испытание: приготовить узбекскую версию лагмана. Второе испытание: агзамовцы готовили фаршированный запечённый картофель (начинка на усмотрение участников), ивлевцы — пирожное «Картошка». Третье испытание: за 45 минут приготовить блюдо с шоколадом.                                                                                |                  | | |
| 15 | 17 октября 2022  | Екатерина Маркина, Елизавета Колотовкина, Рамис Зиников, Наталья Дюкова, Сергей Расторгуев, Яков Механошин     | Михаил Силантьев, Кристине Меликян, Анастасия Локтионова, Нина Дидковская, Константин Пойлов                 |
| Первое испытание: за 1 час приготовить шарлотку по оригинальному рецепту (из батона). Второе испытание: агзамовцы готовили за 40 минут тарталетки с несладкими наполнителями, ивлевцы — тарталетки со сладкими наполнителями. Третье испытание: приготовить эксклюзивное блюдо из колбасы в ресторанной тематике.                              |                  | | |
| 16 | 24 октября 2022  | Марина Дегтянникова, Евгений Орлов, Елизавета Левченко, Татьяна Лоцманова, Евгений Смоколов, Алексей Фомин     | Анатолий Деренчук, Дмитрий Вертьянов, Родион Перестенко, Леонид Смунёв, Юлия Филь, Дмитрий Ходунов           |
| Первое испытание: вручную приготовить домашнюю пасту с соусом болоньезе. Второе испытание: агзамовцы готовили несладкий мусс, ивлевцы — сладкий мусс. Третье испытание: за 45 минут приготовить любое блюдо с экзотическими фруктами. |                  | | |
| 17 | 07 ноября 2022   | Алексей Пестряев, Хоакин Дельгадо, Максим Мачкасин, Мария Северьянова, Виктория Бронникова, Елизавета Быкова   | Фёдор Хлебородов, Роман Шай, Дмитрий Берёза, Эльвира Корпачёва, Анна Симонова, Сергей Артамонов              |
| Первое испытание: за 45 минут приготовить лазанью. Второе испытание: агзамовцы готовили аранчини с любой начинкой, ивлевцы — профитроли с любым сладким кремом. Третье испытание: за 45 минут приготовить блюдо из тыквы. |                  | | |
| 18 | 14 ноября 2022   | Наталья Свиридова, Светлана Кукушкина, Анастасия Томаева, Алексей Савин, Андрей Шубин, Александр Антонян       | Артём Агафонов, Сергей Савиных, Денис Поляков, Александр Асад-заде, Денис Тарасов, Елена Ермакова            |
| Первое испытание: приготовить котлеты из щуки с правильным гарниром. Второе испытание: агзамовцы готовили печёночный торт, ивлевцы — блинный торт. Третье испытание: приготовить блюдо из дичи. |                  | | |
| 19 | 28 ноября 2022   | Надежда Игина, Юлия Давыдова, Оксана Купчинскас, Роберт Акопян, Андрей Старостенков                            | Анастасия Шибанова, Юлия Николина, Кристина Скоросуева, Юлия Стрелкова, Алёна Кузнецова, Андрей Лановецкий   |
| Первое испытание: за 1 час приготовить пирог с рябчиками и грибами. Второе испытание: агзамовцы готовили рождественский суп из карпа, ивлевцы готовили торт «Рождественское полено» (торт «Сказка»). Третье испытание: приготовить любое праздничное блюдо в форме, которая досталась в конверте (снежинка, подарок, ёлочка, ёлочная игрушка). |                  | | |
| 20 | 12 декабря 2022  | Андрей Сапронов, Мирзохид Нуридинов, Нурсултан Якутбек Уулу, Ксения Кинякина, Оксана Сулягина, Ольга Алексеева | Дмитрий Суетов, Вадим Собченко, Эрик Вайцель, Тарас Панченко, Артём Грачёв, Елена Буракова                   |
| Первое испытание: за 1 час приготовить классический не вегетарианский винегрет. Второе испытание: агзамовцы готовили каплун из Ломбардии, ивлевцы готовили панфорте из Сиены. Третье испытание: приготовить блюдо с мандарином. |                  | | |
| 21 | 19 декабря 2022  | Ольга Сальникова, Ольга Новгородова, Юрий Юдин, Малхаз Докидзе, Наталья Савинова                               | Мария Торопицина, Илья Степанов, Павел Дорожкин, Полина Дегтярёва, Ольга Шик                                 |
| Первое испытание: за 1 час приготовить фальшивого зайца по рецепту из книги Похлёбкина. Второе испытание: агзамовцы готовили «Три сестры», ивлевцы готовили десерт «Три молока». Третье испытание: за 1 час приготовить любое блюдо со специями.                                                                                               |                  | | |
| 22 | 26 декабря 2022  | Валерия Аверина, Ярослав Медведев, Иван Балин, Тимур Мусин, Тимур Легкоев                                      | Катарина Аверина, Михаил Панфиленко, Маргарита Александрова, Надежда Ахкамова, Михаил Смирнов, Олег Захряпин |
| Первое испытание: за 1 час приготовить печень по-гусарски. Участникам дали вслепую попробовать это блюдо, чтобы потом повторить. Второе испытание: агзамовцы готовили борщ по-московски, ивлевцы готовили Ленинградский торт. Третье испытание: придумать новое новогоднее блюдо, используя уже готовые блюда.                                 |                  | | |

| Выпуск | Дата выхода      | Команда Рената Агзамова                                                                                                  | Команда Константина Ивлева                                                                                        |
| --- | ---------------- | --- | --- |
| 1 | 14 августа 2023  | Дмитрий Гапанович, Сергей Сердюков, Константин Сметанин, Александр Попов, Артур Мартиросян, Степан Алёхин, Вахтанг Шония | Наталия Смирнова, Светлана Барыбина, Константин Васильев, Вероника Горбунова, Родион Верес                        |
| Первое испытание: за 1 час приготовить обыкновенные зразы. Второе испытание: команда Агзамова готовила телячью печень по-мещански, команда Ивлева — влажный лимонный кекс. Третье испытание: за 40 минут приготовить блюдо из корнеплодов.                                                                                 |                  | | |
| 2 | 21 августа 2023  | Екатерина Ботвич, Павел Борисов, Сергей Васильев, Артём Космачевский, Зита Хатагова, Александр Ким                       | Александра Королькова, Дарья Яценко, Александр Чевеляев, Валерий Аветисов, Дмитрий Попов, Александра Лугова       |
| Первое испытание: за 1 час приготовить классические колдуны. Второе испытание: команда Агзамова готовила испанские пташки, команда Ивлева — пищу ангелов. Третье испытание: за 40 минут приготовить блюдо из манной крупы.                                                                                                 |                  | | |
| 3 | 28 августа 2023  | Ева Гофман, Владислав Савельев, Самир Кязимов, Екатерина Штефан, Марина Ламиева                                          | Анатолий Соколов, Ирина Прокаева, Юлия Исайко, Александр Галиев, Вячеслав Ананьев, Даниил Чернявский              |
| Первое испытание: за 1 час приготовить московскую солянку. Второе испытание: команда Агзамова готовила чёрный пудинг, команда Ивлева — королеву пудингов. Третье испытание: приготовить блюдо из чёрствого хлеба. |                  | | |
| 4 | 4 сентября 2023  | Алексей Елисеев, Владимир Щетинин, Дарья Ефремова, Дмитрий Шибалов, Анна Рыжко, Варвара Антипова                         | Антон Краснощёков, Мария Курандина, Степан Золотов, Нафис Калимуллин, Александр Ерохин, Роман Никитин             |
| Первое испытание: за 1 час приготовить говядину Веллингтон по рецепту Гордона Рамзи. Второе испытание: агзамовцы готовили мясной макаронник, ивлевцы – лапшевник с творогом. Третье испытание: приготовить блюдо из субпродуктов.                                                                                          |                  | | |
| 5 | 11 сентября 2023 | Анастасия Ильиных, Дмитрий Гусев, Отабек Хожамуродов, Антон Балакин, Марина Михайлова, Татьяна Сапко                     | Елена Юктешёва, Сергей Горбунов, Елена Мемус, Евгения Кулик, Альберт Хачатурян, Аслан Жигунов                     |
| Первое испытание: по вкусу и запаху угадать стромболи и затем приготовить его за 1 час. Второе испытание: агзамовцы готовили бабку картофельную с копчёной грудинкой, ивлевцы – шоколадную бабку. Третье испытание: за 40 минут приготовить блюдо из копчёной рыбы.                                                        |                  | | |
| 6 | 18 сентября 2023 | Мария Онуфриева, Мила Киселёва, Мария Харкомица, Карине Назарян, Мария Багирова                                          | Ксения Мамчур, Анастасия Луконина, Вячеслав Потапов, Екатерина Плужникова, Леонид Прядихин                        |
| Первое испытание: за 1 час приготовить котлету Узбекистон. Второе испытание: агзамовцы готовили пастель де папа, ивлевцы – паштел-де-ната. Третье испытание: за 40 минут приготовить блюдо из сухофруктов. |                  | | |
| 7 | 25 сентября 2023 | Елизавета Красковская, Алексей Горшков, Юлия Чертикова, Михаил Никулин, Юлия Бойкова, Дания Бетырбекова                  | Татьяна Ратникова, Эльмира Гречихина, Анна Егорова, Вадим Пономаренко, Сергей Урбанович, Валерий Павленков        |
| Первое испытание: за 1 час приготовить ярославский сочник. Второе испытание: агзамовцы готовили ростбиф Эстерхази, ивлевцы – торт Эстерхази. Третье испытание: за 40 минут приготовить блюдо паназиатской кухни. |                  | | |
| 8 | 9 октября 2023   | Стелла Мунасыпова, Марина Козонова, Вероника Арутюнова, Михаил Масленников, Максим Виноградов, Дмитрий Минаев            | Надежда Тузова, Михаил Неустроев, Алексей Клюшин, Андрей Фёдоров, Богдан Козлов, Вадим Раев                       |
| Первое испытание: за 40 минут приготовить котлету болоньез. Второе испытание: агзамовцы готовили английский рыбный пирог с щавелем, ивлевцы – тосканский пирог с щавелем на песочном тесте. Третье испытание: за 40 минут приготовить блюдо из морепродуктов.                                                              |                  | | |
| 9 | 16 октября 2023  | Наталья Серова, Анжелика Петельчиц, Владислав Гришин, Артём Головин, Иван Елин, Светлана Освалюк                         | Дамба Ходжиев, Юлия Валетова, Нане Овакимян, Анастасия Шарорухова, Василий Кожевников, Илья Тимин                 |
| Первое испытание: за 1 час приготовить рассольник по-ленинградски. Второе испытание: агзамовцы готовили каннеллони из Сорренто, ивлевцы – канноли из Сицилии. Третье испытание: за 40 минут приготовить блюдо из перца. |                  | | |
| 10 | 23 октября 2023  | Светлана Топилина, Мария Бурылова, Сергей Борисова, Наталья Рисованная, Валентина Ус, Софья Тукаева                      | Елена Ликаонская, Оксана Гундузиди, Юрий Волков, Виталий Письмаркин, Станислав Васильев, Анжелика Негруль         |
| Первое испытание: за 1 час приготовить клафути. Второе испытание: агзамовцы готовили дюшбара, ивлевцы – сладкие равиоли. Третье испытание: за 40 минут приготовить блюдо из малопопулярного овоща, представленного на фуд-горке.                                                                                           |                  | | |
| 11 | 30 октября 2023  | Руслан Кузовлёв, Анна Камиль, Татьяна Кудина, Светлана Носкова, Любовь Парамонова, Омурбек Рысбаев                       | Екатерина Лебедева, Александр Ларионов, Аскарбек Маткабулов, Владимир Викулов, Илья Новожилов, Виктория Вермиенко |
| Первое испытание: за 1 час приготовить неаполитанскую пиццу. Второе испытание: агзамовцы готовили котлеты Спутник по-армянски, ивлевцы – торт Космос. Третье испытание: за 40 минут приготовить блюдо из кокоса. |                  | | |
| 12 | 13 ноября 2023   | Александр Петров, Сергей Ващенко, Ольга Савченко, Екатерина Виноградова, Илья Судаков, Лейла Депонян                     | Максим Сухарев, Александр Баранов, Салим Шарипов, Кира Кауфман, Илья Смирнов, Антон Копцев                        |
| Первое испытание: за 1 час приготовить классический салат «Цезарь». Второе испытание: агзамовцы готовили макароны по-флотски, ивлевцы пекли медовые коврижки с начинкой. Третье испытание: за 40 минут приготовить блюдо из мелкой рыбы.                                                                                   |                  | | |
| 13 | 20 ноября 2023   | Артём Токарев, Елизавета Хокинс, Иван Сагадеев, Кирилл Реутский, Артур Цыба                                              | Елена Петрохалкина, Анна Ржевкина, Вера Гринчук, Татьяна Новикова, Иван Найданов, Марина Трегубович               |
| Первое испытание: за 1 час приготовить упрощённую версию кокована. Второе испытание: агзамовцы готовили дрочёну солёную, ивлевцы – драчену с миндалём. Третье испытание: за 40 минут приготовить блюдо с использованием не менее 2 афродизиаков.                                                                           |                  | | |
| 14 | 27 ноября 2023   | Светлана Белякова, Армен Хангельдян, Иван Хонин, Артём Агафонов, Дмитрий Люсков, Владимир Руссков                        | Дарья Бромат, Александр Тимаков, Екатерина Кувайцева, Кирилл Емельянов, Наталья Вербицкая, Андрей Пенчарский      |
| Первое испытание: за 1 час приготовить пиде. Второе испытание: агзамовцы готовили суфле из курицы, ивлевцы – суфле из творога. Третье испытание: за 1 час приготовить блюдо из орехов. |                  | | |
| 15 | 4 декабря 2023   | Александр Третьяков, Виктор Анфимов, Артём Кожевников, Кристина Бордиловская, Лилия Козорез, Любовь Корсакова            | Екатерина Вансович, Надежда Пандреева, Павел Грязнов, Айтуар Сагиев, Виолетта Баядин, Владислав Тюленин           |
| Первое испытание: за 1 час приготовить сыр из дичи по рецепту Молоховец. Второе испытание: агзамовцы готовили баклажанный тимбаль, ивлевцы – грушевый тимбаль. Третье испытание: за 1 час приготовить блюдо из сыра. |                  | | |
| 16 | 11 декабря 2023  | Светлана Олейникова, Даниил Диденко, Михаил Дейнега, Ксения Гумерова, Тамара Юдина, Элина Баткаева                       | Эмма Дейнега, Елена Стаценко, Ольга Козловская, Лариса Катанова, Вера Милохина, Наталья Леонова                   |
| Первое испытание: за 1 час приготовить снежки плавающий остров с кремом англез. Второе испытание: агзамовцы готовили бёф а-ля мод, ивлевцы – архангельские козули. Третье испытание: за 1 час приготовить праздничное блюдо из гуся.                                                                                       |                  | | |
| 17 | 15 января 2024   | Дисанаяка Сагара Ранга, Игорь Кун, Пётр Батакшов, Марина Мингазова, Ксения Салахова, Искандер Джамилов                   | Светлана Кузнецова, Павел Домбровский, Валерий Елисеев, Екатерина Джусоева, Людмила Шатохина, Елена Вьюгина       |
| Первое испытание: за 1 час приготовить бургер Джуси Люси. Второе испытание: агзамовцы готовили гратен из яиц, ивлевцы – гратен с абрикосами. Третье испытание: за 1 час приготовить блюдо с мёдом. |                  | | |
| 18 | 22 января 2024   | Иван Карпов, Дмитрий Аленчиев, Айсулыу Джолдасбаева, Сергей Погорелов, Алёна Мотовилова, Артём Макашов                   | Иван Москвитин, Мария Тарасова, Сергей Харламов, Анастасия Федина, Мария Полюхович, Олег Терентьев                |
| Первое испытание: за 1 час приготовить азу по-татарски. Второе испытание: агзамовцы готовили киш лорен по рецепту 1881 года, ивлевцы – яблочный киш с козьим сыром. Третье испытание: за 40 минут приготовить блюдо с ягодами (использовать не менее 2 видов ягод, и они должны составлять не менее 50% от состава блюда). |                  | | |
| 19 | 29 января 2024   | Юлия Блажец, Елена Грек, Никита Анисимов, Валерий Кулов, Олеся Лобкова, Владислав Белишко                                | Амалия Мартиросян, Игорь Веселов, Дмитрий Гудин, Антон Зятьков, Инга Мишина, Геворг Давтян                        |
| Первое испытание: за 1 час приготовить вителло тоннато. Второе испытание: агзамовцы готовили мясо «Дипломат», ивлевцы – пудинг «Дипломат». Третье испытание: за 1 час приготовить блюдо из бобовых. |                  | | |
| 20 | 5 февраля 2024   | Бадма Очиров, Оксана Постникова, Евгений Снурницын, Анастасия Сиражитдинова, Татьяна Веснина                             | Кирилл Голиков, Евгений Меркулов, Тамила Вагерич, Екатерина Козлова, Дмитрий Филатов                              |
| Первое испытание: по вкусу угадать яйцо мерет и приготовить его за 30 минут. Второе испытание: агзамовцы готовили классические калитки (2 несладкие начинки), ивлевцы – калитки с ягодами (2 сладкие начинки). Третье испытание: за 40 минут приготовить блюдо из чёрной курицы.                                           |                  | | |
| 21 | 12 февраля 2024  | Туфан Магеррамов, Артём Бударщиков, Валерия Гагарина, Ислам Хуштов, Софья Неверова, Юлия Филлипова                       | Надежда Глушко, Алексей Енаторов, Анзор Катчиев, Амангельды Алимов, Булат Буранбаев, Владимир Поляков             |
| Первое испытание: за 1 час приготовить четырёхъярусную московскую кулебяку с четырьмя начинками. Второе испытание: агзамовцы готовили фрикасе, ивлевцы – флан с карамелью. Третье испытание: за 1 час приготовить блюдо с грушей.                                                                                          |                  | | |
| 22 | 19 февраля 2024  | Валерия Шарикова, Райгуль Ахметова, Ирина Степанян, Кристина Андреева, Екатерина Смирнова, Екатерина Туткарова           | Николай Чернега, Евгений Ульянич, Михаил Степанов, Астемир Шаков, Василий Косилин, Альберт Гиниятуллин            |
| Первое испытание: за 1 час приготовить чакапули по классическому рецепту. Второе испытание: агзамовцы готовили русское филе, ивлевцы – русское пирожное. Третье испытание: за 1 час приготовить блюдо из баклажана. |                  | | |
| 23 | 26 февраля 2024  | Анастасия Фатеева, Владимир Бурдин, Марат Саитнабиев, Виктория Хоманько, Полина Вандышева, Евгений Дмитриев              | Светлана Кукарина, Евгений Колесник, Алексей Ульянов, Ярослав Бобылёв, Инна Винникова, Назим Гасанов              |
| Первое испытание: за 30 минут приготовить исконно русские сырники-книжки. Второе испытание: агзамовцы готовили курицу по-провански, ивлевцы – десерт «Шантеклер». Третье испытание: за 40 минут приготовить блюдо из авокадо (не менее 50%).                                                                               |                  | | |
| 24 | 4 марта 2024     | Анна Шагенова, Рустам Биймурзаев, Дмитрий Недбаев, Владислав Дикарев, Славяна Нагнибеда, Илья Алещенко                   | Сергей Ланкис, Степан Смирнов, Константин Близняк, Давид Карапетян, Ольга Бышова, Сергей Мандровский              |
| Первое испытание: за 1 час приготовить десерт «Колодец любви». Второе испытание: агзамовцы готовили салат «Муравейник», ивлевцы – торт Муравейник. Третье испытание: за 1 час приготовить праздничное семейное блюдо. |                  | | |
| 25 | 11 марта 2024    | Фуентес Пералес Кристиан Орландо, Самвел Сукиасян, Агата Калмыкова, Дмитрий Перов, Сергей Агарков                        | Анастасия Егорова, Елизавета Бикеева, Анастасия Волошенко, Владимир Буланов, Константин Побокин, Юрий Михалюк     |
| Первое испытание: за 1 час приготовить ушное. Второе испытание: агзамовцы готовили испанскую тортилью, ивлевцы – сладкую тортилью из яблок и бурбонской карамели. Третье испытание: за 1 час приготовить блюдо из хурмы.                                                                                                   |                  | | |
| 26 | 18 марта 2024    | Вероника Склярева, Светлана Красильникова, Анастасия Митрошенко, Виктория Жесткова, Антон Горелкин                       | Николай Герболь, Елена Панфилова, Андрей Болдырев, Наталья Чернова, Вениамин Синюков                              |
| Первое испытание: за 1 час приготовить эчпочмаки. Второе испытание: агзамовцы готовили кюфта-тажин, ивлевцы – панаетс. Третье испытание: за 1 час приготовить блюдо из сочинских продуктов (фейхоа, мандарины, гранат, инжир, хурма). Впервые в истории программы победителя не было.                                      |                  | | |
| 27 | 25 марта 2024    | Татьяна Деревянко, Елизавета Пан, Наталья Харитонова, Мирзоджон Меликов, Александр Андриянов, Руслан Лисянский           | Никита Овчинников, Валентин Остроумов, Александр Скридулис, Ксения Дудникова, Божена Кобелева, Дарья Свистун      |
| Первое испытание: за 1 час приготовить баскский чизкейк. Второе испытание: агзамовцы готовили «Баттерфляй» из курицы в виде борани с баклажанами, ивлевцы – кекс «Баттерфляй». Третье испытание: приготовить блюдо из морских гадов.                                                                                       |                  | | |
| 28 | 8 апреля 2024    | Игорь Волков, Максим Дятел, Екатерина Лысогорская, Виктория Жесткова, Елена Сорокина                                     | Александра Шереметьева, Анна Ободоева, Наталья Кубовская, Вадим Коротаев, Вениамин Синюков, Джалал Розметов       |
| Первое испытание: за 1 час приготовить креп-сюзетт. Второе испытание: агзамовцы готовили гречаники, ивлевцы – крупеник. Третье испытание: за 1 час приготовить блюдо из батата. |                  | | |
| 29 | 15 апреля 2024   | Сергей Клещевников, Мария Коваленко, Евгений Гавеля, Ева Мамаева, Анастасия Кохожина, Екатерина Ельчанинова              | Анастасия Миронова, Александр Кадач, Наталья Росси, Александр Евсюков, Илья Дударь, Никита Проничкин              |
| Первое испытание: за 1 час приготовить классический жюльен. Второе испытание: агзамовцы готовили блинчатый пирог с мясом и рисом, ивлевцы – сладкий блинчатый ролл. Третье испытание: за 40 минут приготовить блюдо из яиц (страусиного и двух других).                                                                    |                  | | |
| 30 | 22 апреля 2024   | Руслан Рамазанов, Ирина Калашникова, Павел Топилин, Фуад Эмиль Оглы Худавердиев, Наталья Цветкова, Александр Новиков     | Елизавета Белова, Евгений Дизендорф, Марина Кильдеева, Наталья Бусарова, Анна Судник, Алексей Федотьев            |
| Первое испытание: приготовить гурьевскую кашу по рецепту 1866 года. Второе испытание: агзамовцы готовили креатопиту, ивлевцы – десерт Бугаца. Третье испытание: за 40 минут приготовить блюдо из листовых овощей. |                  | | |

| Выпуск | Дата выхода     | Команда Рената Агзамова                                                                   | Команда Константина Ивлева                                                                        |
| --- | --------------- | ----------------------------------------------------------------------------------------- | ------------------------------------------------------------------------------------------------- |
| 1 | 12 августа 2024 | Давид Гулян, Александр Маликов, Виктория Зуева, Евгений Гаранин, Егор Гогин, Елена Попова | Татьяна Гайсёнюк, Евгения Галицкая, Никита Дербасов, Тимур Ялымов, Алексей Семёнов, Сергей Окулов |
| Первое испытание: приготовить классический дореволюционный курник. Второе испытание: за 1 час агзамовцы готовили фаршированные кнедлики, ивлевцы - картофельные шишки. Третье испытание: за 40 минут приготовить блюдо из ананаса. |                 |                                                                                           |                                                                                                   |

## Специальные выпуски
28 декабря 2022 в эфир вышел новогодний спецвыпуск «Битвы шефов» с участием приглашённых знаменитостей. Ренат Агзамов и Константин Ивлев готовили изысканные блюда, которые дегустировали гости. Для Ольги Бузовой были приготовлены фаршированные кальмары, для Розы Сябитовой — селёдка под шубой в новой авторской подаче, для актёра Романа Попова — фаршированный гусь, для Яна Цапника — квашеная капуста и солянка по-ивлевски, для Регины Тодоренко — курица с бананами.

## Критика
Передача «Битва шефов» постоянно подвергается критике. Зрители отмечают, что участники переигрывают, часто забывая об основной идее программы — приготовлении блюд, а ведущие ведут себя слишком агрессивно и провокационно.
В интернете проект «Битва шефов» подвергся критике из-за того, что на съёмках выбрасывались продукты.

## Похожие передачи
В 2017 году на НТВ выходила в эфир одноимённая программа «Битва шефов». В эфир вышло 11 выпусков по 60 минут. По задумке продюсеров в каждом выпуске встречались два соперника — профессиональные шеф-повара, которые должны были из предложенных им наборов продуктов приготовить 4 блюда. Ведущим шоу стал журналист Глеб Пьяных, который позднее утверждал, что название его шоу позаимствовал телеканал «Пятница!» — спустя пять лет после закрытия программы. Однако никаких судебных разбирательств не последовало.

## Факты
- После успешного первого сезона, завершившегося в декабре 2021 года, новых выпусков не было в эфире больше 15 месяцев — в эфире шли повторы. Это породило волну слухов, которую подогрел инсайдер с телеканала, о том, что Ивлев и Агзамов поссорились[27] и отказались работать вместе. Позднее в интервью YouTube-канал PeopleTalk Ренат Агзамов подтвердил непростые отношения с Константином и имевшую место ссору, но заверил, что шоу будет продолжаться[28].
- Во 2 выпуске второго сезона шоу победил повар из Бурятии Андрей Малханов. Он запомнился зрителям своими историями о том, как готовил обеды для президента России:«Самый главный ценитель моей кухни — Владимир Владимирович Путин. Мне удалось его покормить аж два раза, он остался очень доволен».На первый отбор в шоу он принёс блюдо, которым угощал президента: козлёнка с грибами и израильский кускус — птитим. Малханов уточнил, что мясо томилось в собственном соку в течение 12 часов[29].